# Gerstungen
Gerstungen är en kommun och ort i Wartburgkreis i förbundslandet Thüringen i Tyskland.